# モーティマーズ・クロスの戦い
モーティマーズ・クロスの戦い（Battle of Mortimer's Cross）は、薔薇戦争中の1461年2月2日、ヘレフォードシャーのウィグモア（Wigmore）近くで行われた戦闘。
前年12月のウェイクフィールドの戦いにおけるヨーク公リチャードの戦死に伴い、ヨーク派の指揮はヨーク公に継ぐ18歳になる長男マーチ伯エドワード（後の国王エドワード4世）が執っていた。エドワードは、ペンブルック伯ジャスパー･テューダーとウィルトシャ―伯ジェームズ・バトラー指揮下のウェールズのランカスター軍が、ランカスター派主力軍と合流するのを阻止しようとした。
戦闘の結果はヨーク派の勝利で、ペンブルック伯らは逃走したが、ランカスター軍に参加していたオウエン・テューダー（ペンブルック伯の父）は捕われて処刑された。この勝利によって、エドワードの前に将来に向けた道が開けたといえる。
またこの戦闘の前、幻日が観測されたことも記録されている。ヨーク派が紋章に太陽をかたどったのは、恐らくこの幻日にちなんだものと思われる。